# 神達電腦
神達電腦股份有限公司為台灣聯華神通集團（MiTAC Synnex Group）旗下公司之一，並與神通電腦及神通資訊科技共同使用「MiTAC」商標。神達電腦為全球信息及通訊技術（ICT）產業領導廠商之一，1982年在台灣新竹科學園區成立，1992年於台灣證券交易所公開上市，股票代號為2315。
神達電腦旗下品牌有自創宇達電通、併購入的泰安電腦、Magellan Navigation與Navman。
因應後PC時代及雲端產業發展，集團轉型策略，神達將以換股方式於2013年9月12日成立神达投控；同時間神達投控在台灣證券交易所公開上市，股票代號為3706，簡稱維持「神達」。神達電腦總經理何繼武接受媒體訪問表示，2010年神達決定淡出PC市場時，PC創造的營業額非常大，要放棄這塊收入、重新投入新的領域需要很大的決心，但公司決策的核心邏輯就是「不抓浮木產業」，因此才有後來的轉換成投控等組織重整動作。
2014年9月1日，神達電腦將雲端運算產品事業體相關業務約新臺幣34億元(包含資產、負債、相關的股東權益調整項目及營業)分割讓與予新成立的神雲科技，並由神雲科技發行新股予神達投控作為對價。
2017年1月1日，神達新總部正式啟用並與舊大樓各分為A棟與B棟，目前華亞廠合計約1300名員工。
2017年6月8日，神達電腦、聯強國際集團各持股13.66%和10.31%的新聚思科技（Synnex Corporation）以5億美元的等值股票和3億美元現金，收購Datatec旗下Westcon-Comstor美洲業務，另外以3,000萬美元取得Datatec的Westcon歐洲、中東、非洲與亞太業務的10%股權。
2018年1月1日，神達電腦行動通訊產品事業體獨立為神達數位，繼續經營原宇達電通旗下品牌「Mio」。
2021年3月22日，神達與聯強共同轉投資的新聚思科技，宣布以72億美元，購併全球第二大IT通路商TECHDATA，新聚思一躍而為全球最大IT通路商